# زورتمان (مونتانا)
زورتمان (به انگلیسی: Zortman) شهری در ایالت مونتانا کشور ایالات متحده آمریکا است که جمعیت آن در سرشماری سال ۲۰۱۰ میلادی، ۶۹ نفر بوده‌است.